# 헬레나 파투르손
헬레나 파투르손(덴마크어: Helena Patursson, 1864년 8월 27일 ~ 1916년 12월 15일)은 페로 제도의 배우이다.